# Nichirei International Open 1990
Il Nichirei International Championships 1990 è stato un torneo di tennis giocato sul sintetico indoor. È stata la 13ª edizione del torneo, che fa parte della categoria Tier II nell'ambito del WTA Tour 1990. Si è giocato a Ariake Coliseum di Tokyo in Giappone dal 24 al 30 settembre 1990.

## Campionesse

### Singolare
Mary Joe Fernández ha battuto in finale  Amy Frazier con il punteggio di 3–6, 6–2, 6–3

### Doppio
Mary Joe Fernández /  Robin White hanno battuto in finale  Gigi Fernández /  Martina Navrátilová con il punteggio di 4–6, 6–3, 7–6